# Eguisheim
Eguisheim (alsacià Egsa, alemany Egisheim) és un municipi francès situada al departament de l'Alt Rin i a la regió del Gran Est. L'any 1999 tenia 1.548 habitants. Com a curiositat històrica, el 21 de juny de l'any 1002 hi va néixer el papa Lleó IX.
El nom de la ciutat Egenesheim significa habitació d'Egino, nom germànic. De fet, el Duc Eberhard hi va fundar l'any 720 el castell d'Eguisheim, així anomenat en homenatge al seu cosí Egino.
Les vinyes de l'AOC d'Alsàcia baixen dels vessants dels Vosgues fins a arribar als jardins de les cases.

## Demografia
| 1962  | 1968  | 1975  | 1982  | 1990  | 1999  |
| ----- | ----- | ----- | ----- | ----- | ----- |
| 1.470 | 1.519 | 1.461 | 1.438 | 1.530 | 1.548 |

## Administració
| Període   | Identitat        | Partit |
| --------- | ---------------- | ------ |
| 1959-1995 | Léon Beyer       |        |
| 2001-2008 | Pierre Hussherr  |        |
| 2008-     | Claude Centlivre |        |

## Llocs d'interès
- Camí de Ronda

Un circuit amb fletxes permet seguir l'antic camí de ronda. Estrets carrers empedrats, cases amb abundants detalls arquitectònics (balconades, miradors, entramats de fusta).
- Torres de Eguisheim

Weckmund, Wahlenbourg i Dagsbourg són els noms d'aquestes tres torres d'arenisca vermella, quadrades, robustes, que s'eleven en el cim del turó. Van pertànyer a la poderosa família d'Eguisheim. Van ser cremats després de la guerra dels Sis Óbolos, conflicte que va enfrontar als burgesos de Mülhausen amb els dels seus voltants. Després de l'extinció de la família dels Eguisheim, els tres es van convertir, en 1230, en propietat dels bisbes d'Estrasburg.

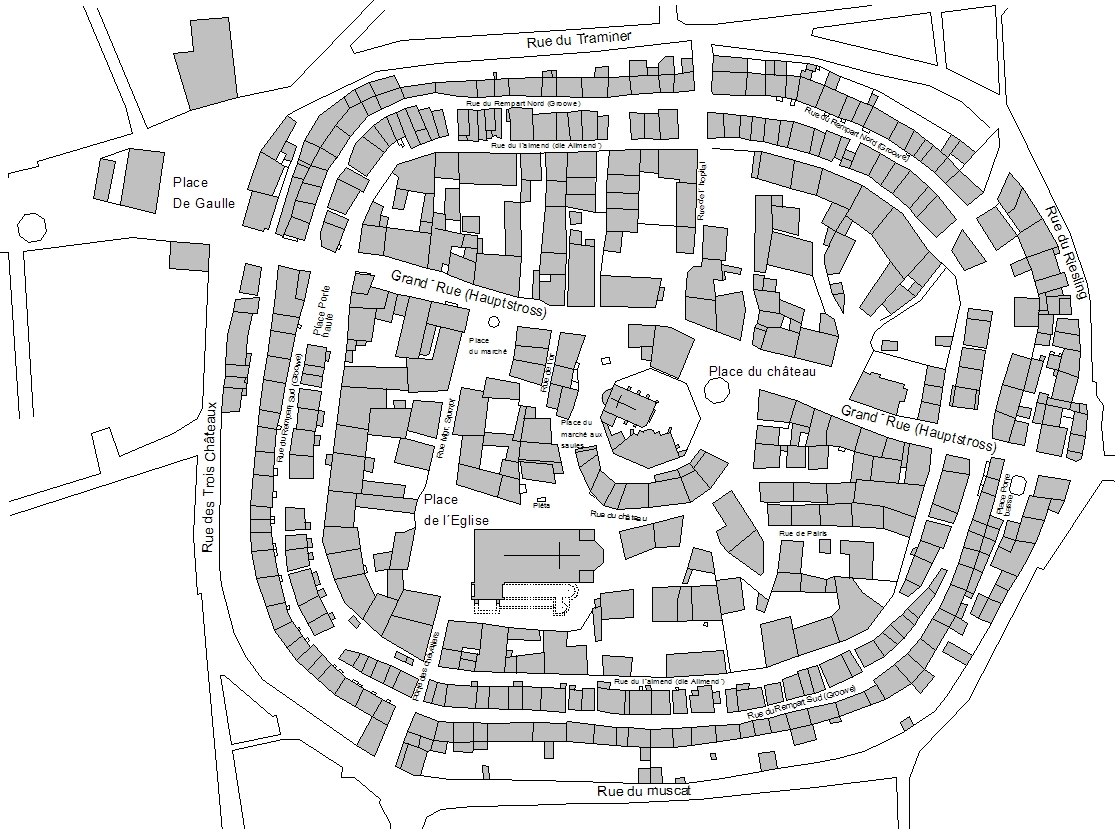
Plànol de la vila, en forma circular al voltant del castell.

## Galeria d'imatges

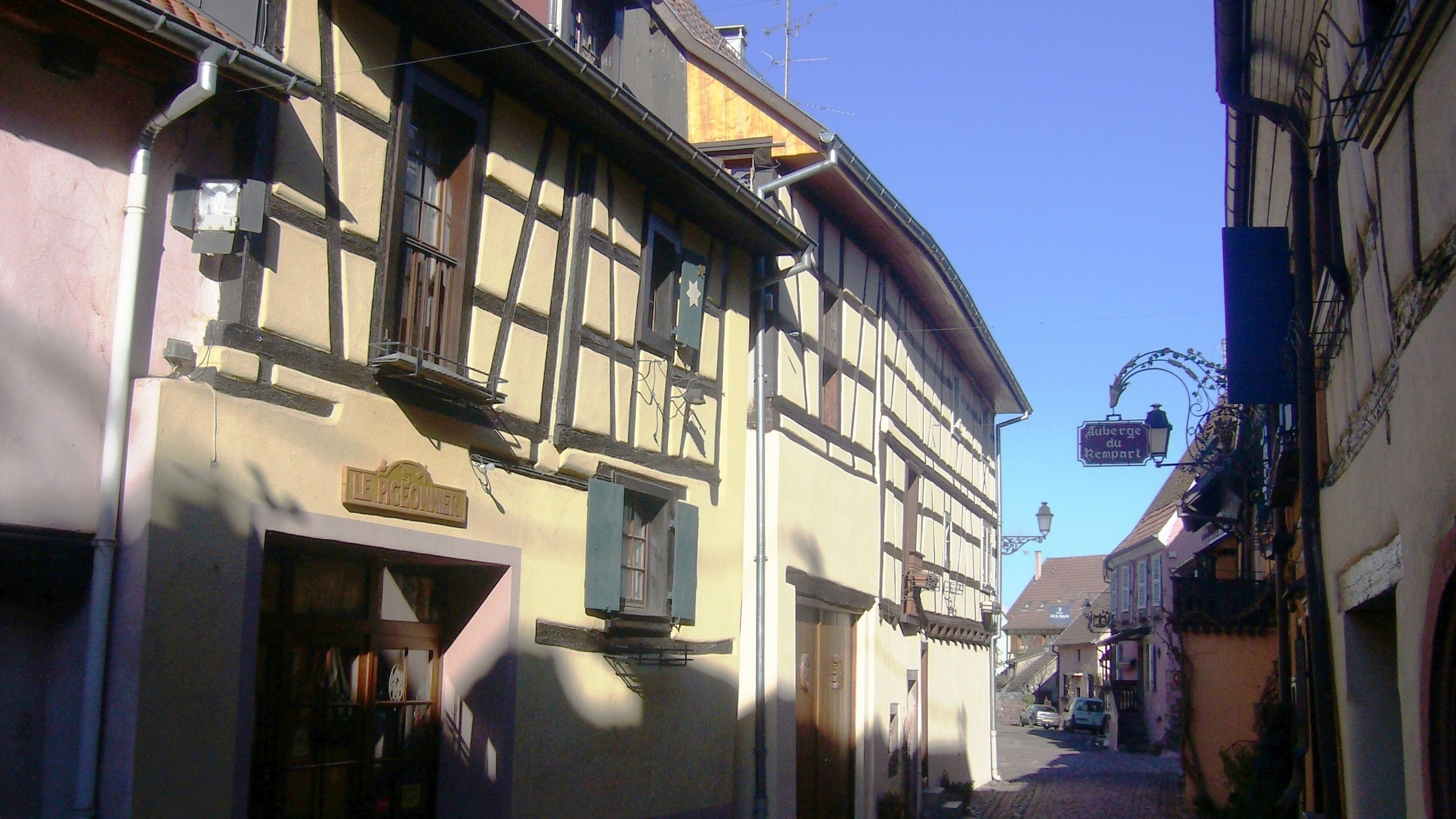
Cases típiques
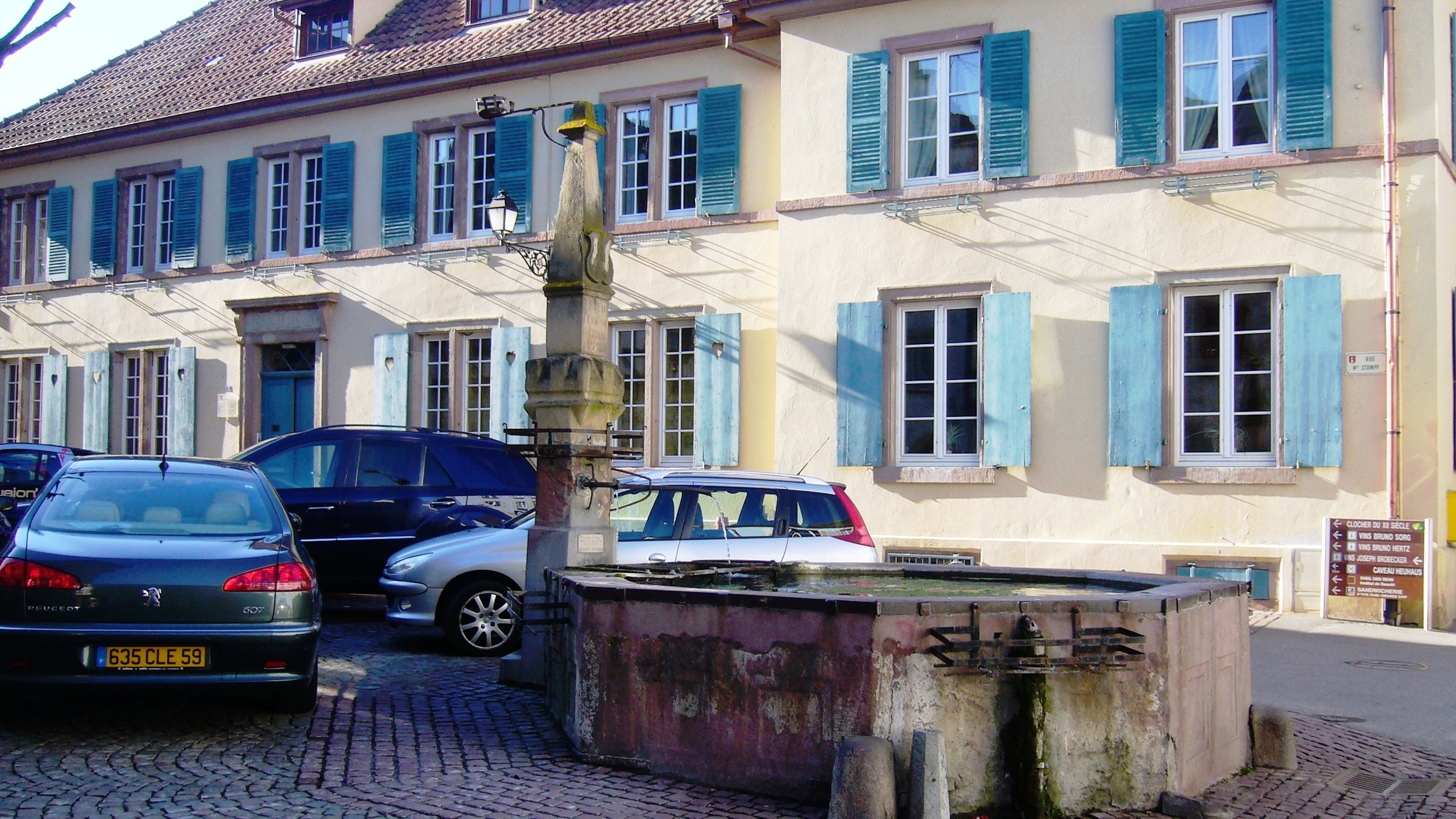
Font octogonal de 1557
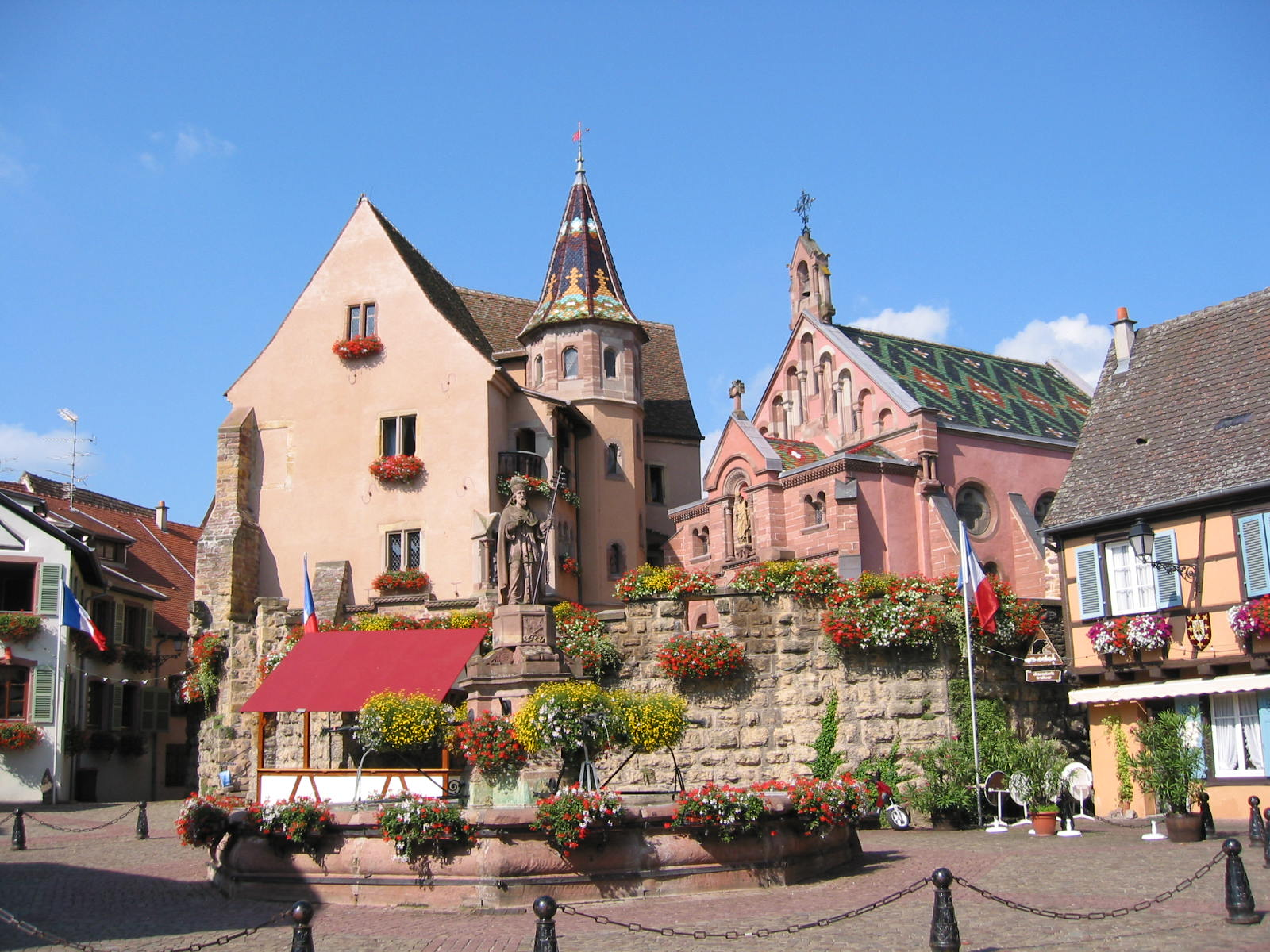
Plaça del castell